# Kawasaki ZX-6R

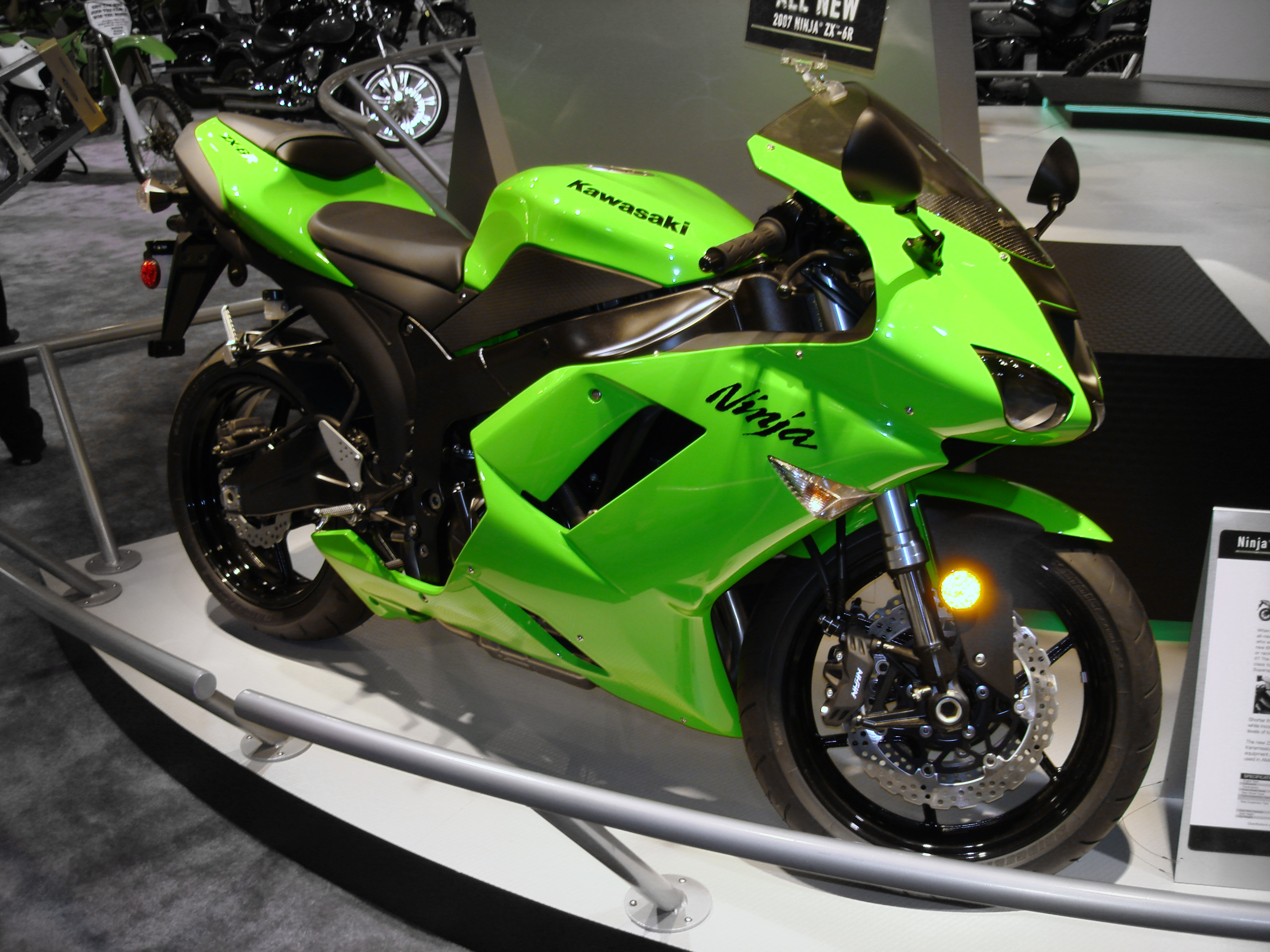
Kawasaki ZX-6R 2007 års modell

Kawasaki ZX-6R, ofta med tillnamnet Ninja är en serie sportmotorcyklar från japanska Kawasaki Heavy Industries. 
Modellen introducerades 1995 och har uppdaterats kontinuerligt sen dess i konkurrens med de andra tillverkarna i segmentet för 600-kubiks sportmotorcyklar. 
Till 2006 fanns även en specialversion (ZX-6RR) som hade 599 cm3smotor istället för 636, för att kunna tävla i racingklasser med begränsning på 600 cm3 som roadracingens Supersport-klass.

## Specifikationer
Specifikationer enligt tillverkaren:
| Motortyp                | Fyrcylindrig fyrtakts vätskekyld radmotor med dubbla överliggande kamaxlar och fyra ventil per cylinder                                       | Fyrcylindrig fyrtakts vätskekyld radmotor med dubbla överliggande kamaxlar och fyra ventil per cylinder | Fyrcylindrig fyrtakts vätskekyld radmotor med dubbla överliggande kamaxlar och fyra ventil per cylinder | Fyrcylindrig fyrtakts vätskekyld radmotor med dubbla överliggande kamaxlar och fyra ventil per cylinder                       | Fyrcylindrig fyrtakts vätskekyld radmotor med dubbla överliggande kamaxlar och fyra ventil per cylinder            |        |        |
| Motorvolym              | 636 cm3 | 636 cm3 | 599 cm3                                                                                                 | 599 cm3 | 599 cm3 |        |        |
| Borrning/slaglängd      | 68.0 mm x 43.8 mm | 68.0 mm x 43.8 mm | 67.0 mm x 42.5 mm                                                                                       | 67.0 mm x 42.5 mm | 67.0 mm x 42.5 mm                                                                                                  |        |        |
| Effekt                  | 125 hk | 130 hk vid 14,000 rpm | 107.5 hk vid 13,000 rpm                                                                                 | 131 hk vid 14,000 rpm | 93hk vid 12,000 rpm                                                                                                |        |        |
| Max vridmoment          | 49.4 ft·lbf | 52.0 ft·lbf @ 11,500 rpm | 46.4 ft·lbf @ 11,000 rpm                                                                                | 42.9 ft·lbf @ 11,900 rpm | 42.9 ft·lbf @ 11,900 rpm                                                                                           |        |        |
| Kompressionsförhållande | 12.8:1 | 12.9:1 | 13.3:1                                                                                                  | 13.9:1 / 13.3:1 (2008) | 13.3:1 |        |        |
| Insprutningssystem      | EFI med Keihin 38 mms spjällhus | DFI med Keihin 38 mms spjällhus (4) | DFI med Keihin 38 mms spjällhus (4)                                                                     | DFI med fyra 38 mms Keihin spjällhus med oval sekundärspjäll och dubbla injektorer                                            | |        |        |
| Transmission            | 6-växlad | 6-växlad | 6-växlad                                                                                                | 6-växlad | 6-växlad |        |        |
| Sekundärtransmission    | X-ringskedja | X-ringskedja | X-ringskedja                                                                                            | X-ringskedja | X-ringskedja |        |        |
| Gaffelvinkel/försprång  | 24.5 grader/94 mm | 25 grader/109 mm | 25.5 grader/109 mm                                                                                      | 25 grader/109 mm | 25 grader/109 mm                                                                                                   |        |        |
| Fjädringsväg fram       | 120 mm | 120 mm | 120 mm                                                                                                  | 120 mm | |        |        |
| Fjädringsväg bak        | 135 mm | 135 mm | 135 mm                                                                                                  | 133 mm | 133 mm | 133 mm | 133 mm |
| Framdäck, dimension     | 120/65-ZR17 | 120/65-ZR17 | 120/65-ZR17                                                                                             | 120/70-ZR17 | 120/70-ZR17 |        |        |
| Bakdäck, dimension      | 180/55-ZR17 | 180/55-ZR17 | 180/55-ZR17                                                                                             | 180/55-ZR17 | 180/55-ZR17 |        |        |
| Hjulbas                 | 55.1 tum | 54.7 tum | 55.1 tum                                                                                                | 1405 mm | 1405 mm |        |        |
| Fjädring, fram          | 41 mms USB-gaffel med justerbar förspänning, kompression och returndämpning                                                                   | 41 mms USB-gaffel med justerbar förspänning, kompression och returndämpning | 41 mms USB-gaffel med justerbar förspänning, kompression och returndämpning                             | 41 mms USB-gaffel med justerbar förspänning, kompression och returndämpning                                                   | 41 mms USB-gaffel med justerbar förspänning, kompression och returndämpning                                        |        |        |
| Fjädring bak            | Uni-Trak system with gasstötdämpare med ställbar kompression och returndämpning                                                               | Uni-Trak system with gasstötdämpare med ställbar förspänning, kompression och returndämpning | Uni-Trak system with gasstötdämpare med ställbar förspänning, kompression, returndämpning och sitthöjd  | Uni-Trak system with gasstötdämpare med ställbar förspänning samt hög- och lågfarts kompression och returndämpning            | Uni-Trak system with gasstötdämpare med ställbar förspänning samt hög- och lågfarts kompression och returndämpning |        |        |
| Frambroms               | Dubbla 280 mms skivor med fyrkolvsok | Dubbla 300 mms halvflytande skivor med radialmonterade fyrkolvsok | Dubbla 300 mms halvflytande skivor med radialmonterade fyrkolvsok                                       | Dubbla 300 mms halvflytande skivor med radialmonterade fyrkolvsok                                                             | Dubbla 300 mms halvflytande skivor med radialmonterade fyrkolvsok                                                  |        |        |
| Bakbroms                | 220 mms skiva | 220 mms skiva | 220 mms skiva                                                                                           | 210 mms skiva med enkolvsok                                                                                                   | 210 mms skiva med enkolvsok                                                                                        |        |        |
| Tankvolym               | 4.8 gal | 17 liter | 17 liter                                                                                                | 17 liter | 17 liter |        |        |
| Sitthöjd                | 32.5 in | 820 mm | 820 mm                                                                                                  | 820 mm | 820 mm |        |        |
| Torrvikt                | 354.9 lb | 362 lb | 362 lb                                                                                                  | 167 kg | 167 kg |        |        |
| Färger                  | 2003: Black bearl, Candy Lightning Blue, Passion Red, Galaxy Silver 2004: Lime Green, Candy Thunder Blue, Pearl Blazing Orange, Galaxy Silver | 2005: Lime Green/Flat Stoic Black, Metallic Raw Titanium/Flat Stoic Black, Candy Plasma Blue/Flat Stoic Black, Pearl Magma Red/Flat Stoic Black 2006: Lime Green/Flat Sonic Black, Ebony, Candy Flat Raw Plasma Blue/Flat Sonic Black, Titanium Silver with Tribal Graphics | 2005: Lime Green 2006: Lime Green                                                                       | 2007: Lime Green, Atomic Silver, Ebony, Passion Red 2008: Lime Green, Vivid Yellow, Candy Plasma Blue, Special Edition: Ebony | 2011/2012: Green, white, black                                                                                     |        |        |

## Konkurrenter
- Yamaha YZF-R6
- Honda CBR600RR
- Suzuki GSX-R600
- Triumph Daytona 675